# Saison 1 de Violetta
 (août 2013).
Si vous disposez d'ouvrages ou d'articles de référence ou si vous connaissez des sites web de qualité traitant du thème abordé ici, merci de compléter l'article en donnant les références utiles à sa vérifiabilité et en les liant à la section « Notes et références ».
Chronologie
Saison 2
Cet article présente les 80 épisodes de la série télévisée hispano-argentine Violetta, diffusée entre le 14 mai 2012 et le 26 octobre 2012 sur Disney Channel.
Cette saison est désormais disponible en France sur Disney+ depuis le 7 avril 2020.

## Synopsis
Violetta, une jeune fille âgée de 17 ans, revient dans sa ville natale Buenos Aires après avoir vécu en Europe toute son enfance pratiquement à Madrid. Celle ci n'était jamais sortie de chez elle et n'avait jamais eu d'ami et étudié à la maison avec des profs spéciales. Son père très protecteur, n'a jamais laissé sa fille entretenir de relation autre qu'avec les membres du personnel. En outre, de nombreux secrets hantent sa famille notamment la disparition de sa célèbre mère, la chanteuse Maria Saramago dont son père German ne parle jamais de peur de rendre sa fille triste. Ou encore, les membres de la famille maternelle de Violetta qu'il fait passer pour inexistants… C'est grâce à cette nouvelle vie, que Violetta va découvrir son passé familial, apprendre les peines et les joies de l'amitié et de l'amour de deux garçons (Léon et Thomas) [qu'elle n'arrive pas à choisir entre eux deux] et se fait de nouveaux amis très rapidement (Camila, Maxy et sa meilleure amie Francesca). Ainsi que sa passion inconditionnelle pour le chant que son père lui refuse. Ne voulant pas que Violetta suive le même chemin que sa mère. Pour ne pas la perdre elle aussi.

## Distribution

### Acteurs principaux
| Acteur                    | Personnages               | Doublage              | Saisons    |
| Acteur                    | Personnages               | Doublage              | 1          |
| ------------------------- | ------------------------- | --------------------- | ---------- |
| Diego Ramos               | Germán Castillo           | Mathieu Moreau        | Principal  |
| Martina Stoessel          | Violetta Castillo         | Audrey d'Hulstère     | Principale |
| Pablo Espinosa            | Tomás Heredia             | Grégory Praet         | Principal  |
| Jorge Blanco              | León Vargas               | Thibaut Delmotte      | Principal  |
| Mercedes Lambre           | Ludmila Ferro             | Esther Aflalo         | Principale |
| Lodovica Comello          | Francesca Cauviglia       | Nancy Philippot       | Principale |
| Facundo Gambandé          | Maxi Ponte                | Gauthier de Fauconval | Principal  |
| Candelaria Molfese        | Camila Torres             | Fanny Roy             | Principale |
| Alba Rico                 | Natalia Vidal             | Stéphane Flamand      | Principale |
| Nicolás Garnier           | Andrés Calixio            | Alessandro Bevilacqua | Principal  |
| Clara Alonso              | Angie Saramego            | Claire Tefnin         | Principal  |
| Samuel Nascimento         | Broduey                   | Stéphane Pelzer       | Principal  |
| Florencia Benítez         | Jade La Fontaine          | Sophie Landresse      | Principale |
| Alberto Fernández de Rosa | Antonio Fernández Vallejo | Daniel Nicodème       | Principal  |
| Joaquín Berthold          | Matías La Fontaine        | Antoni Lo Presti      | Principal  |
| Ezequiel Rodrìguez        | Pablo Galindo             | Sébastien Hébrant     | Principal  |
| Alfredo Allende           | Lisandro Ramallo          | Pascal Gruselle       | Principal  |
| Mirta Wons                | Olga Peña                 | Nathalie Hons         | Principale |
| Rodrìgo Pedréira          | Gregorio Casal            | Tony Beck             | Principal  |
| Pablo Sultani             | Roberto Benvenuto         | Romain Barbieux       | Principal  |
| Simone Lijoi              | Luca Cauviglia            | David Manet           | Principal  |
| Rodrigo Velilla           | Napo (Napoleón) Ferro     | Bruno Borsu           | Principal  |
| Artur Logunov             | Braco                     | Olivier Prémel        | Principal  |

### Acteurs récurrents
| Acteur              | Personnages       | Doublage            | Saisons    | Saisons   | Saisons |
| Acteur              | Personnages       | Doublage            | 1          |           |         |
| ------------------- | ----------------- | ------------------- | ---------- | --------- | ------- |
| Ruggero Pasquarelli | Federico          | Aurélien Ringelheim | Récurrent  | Récurrent |         |
| Lucía Gil           | Lena Vidal        |                     | Récurrente |           |         |
| Diego Alcalá        | Marotti           | Maxime Donnay       | Récurrent  |           |         |
| Germán Tripel       | Rafa Palmer       | Alexandre Crépet    | Récurrent  |           |         |
| Lara Muñoz          | Agus Heredia      |                     | Récurrente |           |         |
| Sumi Justo          | Mara Ponte        |                     | Récurrente |           |         |
| Pedro Maurizi       | Maestro Sambrano  |                     | Récurrent  |           |         |
| Nilda Raggi         | Angélica Saramego | Carine Seront       | Récurrente |           |         |

### Acteurs invités
| Nicole Luis     | Andrea         |                | Invitée |
| Yasmim Manaia   | Valeria        |                | Invitée |
| Guido Pennelli  | Sebas          | Alexis Flamant | Invité  |
| Juan Ciancio    | Peter Punk     |                | Invité  |
| Gastón Vietto   | Mateo          |                | Invité  |
| Victoria Racedo | Maria Saramego |                | Invitée |

### Acteurs absents
| Diego Domínguez Llort | Diego Hernandez      | Matthias Billard     |  |
| Damien Lauretta       | Clément Galán / Alex | Nicolas Matthys      |  |
| Florencia Ortiz       | Priscila Ferro       | Guylaine Gibert      |  |
| Xabiani Ponce De León | Marco Tavelli        | Pierre Le Bec        |  |
| Carla Pandolfi        | Esmeralda Di Pietro  | Micheline Tziamalis  |  |
| Valentina Frione      | Jackie Saenz         | Frédérique Schürmann |  |
| Valeria Baroni        | Lara                 | Prunelle Rulens      |  |
| Soledad Comasco       | Marcela Parodi       | Valérie Muzzi        |  |
| Macarena Miguel       | Gery                 | Delphine Chauvier    |  |
| Rodrigo Frampton      | Milton Vinicius      | Frédéric Meaux       |  |
| Nacho Gadano          | Nicolás Galán        | Erwin Grünspan       |  |
| Julía Martínez Rubio  | Brenda               | Monia Douieb         |  |
| Gerardo Velázquez     | Dionisio Juarez      | Emmanuel Dekoninck   |  |
| Paloma Sirven         | Emma                 |                      |  |
| Luis Sabatini         | Oscar Cardozo        | Martin Spinhayer     |  |
| Agustina Cabo         | Ambre Di Pietro      |                      |  |
| Justina Bustos        | Ana                  | Marie-Line Landerwyn |  |
| Javier LQ             | Felipe Diaz          | Bruno Borsu          |  |
| Justyna Bojczuk       | Matylda              | Alice Moons          |  |
| Bridgit Mendler       | Elle-même            | Mélanie Dermont      |  |
| Marty Petrucci        | Martina Caviglia     |                      |  |
| Ross Lynch            | Lui-même             | Maxime Donnay        |  |
| Riker Lynch           | Lui-même             |                      |  |
| Rydel Lynch           | Elle-même            |                      |  |
| Rocky Lynch           | Lui-même             |                      |  |
| Ellington Ratliff     | Lui-même             |                      |  |

## Première partie:Son destin, c'est aujourd'hui

### Épisode 1:Nouveau Départ
- Espagne: 14 mai 2012 sur Disney Channel España
- France, Belgique,  Suisse: 1er octobre 2012 sur Disney Channel France

### Épisode 2:Secrets inavouables
- Espagne: 15 mai 2012 sur Disney Channel España
- France, Belgique,  Suisse: 2 octobre 2012 sur Disney Channel France

### Épisode 3:Quiproquos
- Espagne: 16 mai 2012 sur Disney Channel España
- France, Belgique,  Suisse: 3 octobre 2012 sur Disney Channel France

### Épisode 4:Faux Espoirs
- Espagne: 17 mai 2012 sur Disney Channel España
- France, Belgique,  Suisse: 4 octobre 2012 sur Disney Channel France

### Épisode 5:Soupçons
- Espagne: 18 mai 2012 sur Disney Channel España
- France, Belgique,  Suisse: 5 octobre 2012 sur Disney Channel France

### Épisode 6:Mensonges
- Espagne: 21 mai 2012 sur Disney Channel España
- France, Belgique,  Suisse: 8 octobre 2012 sur Disney Channel France

### Épisode 7:Le Costume de la honte
- Espagne: 22 mai 2012 sur Disney Channel España
- France, Belgique,  Suisse: 9 octobre 2012 sur Disney Channel France

### Épisode 8:Pièges
- Espagne: 23 mai 2012 sur Disney Channel España
- France,  Belgique,  Suisse: 10 octobre 2012 sur Disney Channel France

### Épisode 9:Rivalités
- Espagne: 24 mai 2012 sur Disney Channel España
- France, Belgique,  Suisse: 11 octobre 2012 sur Disney Channel France

### Épisode 10:La Vérité
- Espagne: 25 mai 2012 sur Disney Channel España
- France, Belgique,  Suisse: 12 octobre 2012 sur Disney Channel France

### Épisode 11:Explications
- Espagne: 28 mai 2012 sur Disney Channel España
- France, Belgique,  Suisse: 15 octobre 2012 sur Disney Channel France

### Épisode 12:Moi et la musique
- Espagne: 29 mai 2012 sur Disney Channel España
- France, Belgique,  Suisse: 16 octobre 2012 sur Disney Channel France

### Épisode 13:Envies et Opportunités
- Espagne: 30 mai 2012 sur Disney Channel España
- France, Belgique,  Suisse: 17 octobre 2012 sur Disney Channel France

### Épisodes 14-15:Violetta le sait
- Espagne: 31 mai 2012 et 1er juin 2012 sur Disney Channel España
- France, Belgique,  Suisse: 18 octobre 2012 et 19 octobre 2012 sur Disney Channel France

1re partie
Violetta ne veut plus passer le concours pour ne pas blesser son père. Elle demande à Tomas de partir de chez elle. Jade et German se disputent. German lui dit qu'il lui faut un peu de temps pour fixer une date pour les fiançailles. Tomas, Pablo essaient tour à tour de la convaincre. Léon console Violetta. Ramaillo aide Violetta à cacher ses ami(e)s et lui dit de suivre son cœur. Ludmilla fait semblant de pleurer pour attirer Tomas. Violetta pense à Tomas. Le groupe demande un délai à Pablo pour l'évaluation. Angie est renvoyée une nouvelle fois et encourage Violetta à passer son audition. Violetta trouve la clé de la chambre de sa mère. Tomas dit à Francesca qu'il sait qu'elle a fait exprès de renverser le verre sur Ludmila. Violetta entre dans la chambre et découvre les affaires de sa mère.
2e partie
Francesca tente d'embrasser Tomas qui se défile mais, du coup Tomas connait ses sentiments pour lui. Elle lui propose de faire comme avant et d'être amis. Grâce à Olga, la vérité sur le médaillon est faite. Jade, vexée, quitte la maison de German tandis que Violetta découvre les affaires dans la chambre de sa mère. Violetta passe son audition de chant à la fin de l'épisode.

### Épisode 16:Auditions et Complications
- Espagne: 4 juin 2012 sur Disney Channel España
- France, Belgique,  Suisse: 22 octobre 2012 sur Disney Channel France

### Épisode 17:Ce n'est qu'un rêve
- Espagne: 5 juin 2012 sur Disney Channel España
- France, Belgique,  Suisse: 23 octobre 2012 sur Disney Channel France

### Épisode 18:Un amour impossible
- Espagne: 6 juin 2012 sur Disney Channel España
- France, Belgique,  Suisse: 24 octobre 2012 sur Disney Channel France

### Épisode 19:Révélations
- Espagne: 7 juin 2012 sur Disney Channel España
- France, Belgique,  Suisse: 25 octobre 2012 sur Disney Channel France

### Épisode 20:Changement radical
- Espagne: 8 juin 2012 sur Disney Channel España
- France, Belgique,  Suisse: 26 octobre 2012 sur Disney Channel France

### Épisode 21:Ne faire confiance qu'aux amis
- Espagne: 11 juin 2012 sur Disney Channel España
- France, Belgique,  Suisse: 29 octobre 2012 sur Disney Channel France

### Épisodes 22-23:Secret découvert
- Espagne: 12 juin 2012 et 13 juin 2012 sur Disney Channel España
- France, Belgique,  Suisse: 30 octobre 2012 et 31 octobre 2012 sur Disney Channel France

1re partie
Ludmilla se rend compte que la pub qu'elle a tourné a complètement détruit sa réputation, elle revient au studio. Francesca demande à Pablo d'assister au cours de Gregorio. Jade pense avoir découvert le secret de Angie et Violetta. Angie annonce que Luca prête son restaurant pour chanter. Andrés pense que Camilla est follement amoureuse de lui. Pablo reproche à Angie ses absences. Braco voit une fille au restaurant. Maxi fait en sorte de changer l'opinion de Francesca sur son frère. Léon intervient pendant une conversation entre Violetta et Tomas. Pablo et Angie sont surpris par Jade près de chez German et Jade la pousse à démissionner. German dit à Angie qu'il a besoin d'elle. Léon essaye de répéter mais Violetta n'y arrive pas, ils décident de faire une pause à ce moment Tomas arrive et réussit à faire chanter Violetta sous les yeux de Francesca et Léon.
2e partie
Une élève du studio voit son instrument sauvé par Maxi et tombe immédiatement amoureuse de lui pensant que c'est Un prince. Jade demande à German de signer 1126 invitations mais il refuse. German s'imagine se marier avec Angie, il avoue qu'il ressent quelque chose pour elle. Andrés est toujours convaincu que Camila a des sentiments pour lui. Léon est piégé par Ludmilla et Nata qui pensaient piéger Violetta en lui mettant de la fraise dans son verre. Jade raconte que Angie se sert de Violetta pour voir son amoureux. Pablo parle de ses sentiments à Angie mais est interrompu par Violetta. Ludmila prouve à Francesca que Tomas a écrit la chanson à Violetta. Camila interroge Violetta sur ses sentiments pour Léon. Matias est assigné à résidence. German vient voir Angie au Studio. Matias se cache chez German. Les duos se produisent Francesca remarque des regards entre Violetta et Tomas durant la prestation de Maxi et Ludmilla et décide de laisser sa place à Violetta après lui avoir demandé si elle aime Tomas. Angie ment à German. Tomas et Violetta chantent Tienes todo.

### Épisode 24:Une amie en or
- Espagne: 14 juin 2012 sur Disney Channel España
- France, Belgique,  Suisse: 1er novembre 2012 sur Disney Channel France

### Épisode 25:Triangle amoureux
- Espagne: 15 juin 2012 sur Disney Channel España
- France, Belgique,  Suisse: 2 novembre 2012 sur Disney Channel France

### Épisode 26:Un faux premier rendez-vous
- Espagne: 18 juin 2012 sur Disney Channel España
- France, Belgique,  Suisse: 5 novembre 2012 sur Disney Channel France

### Épisode 27:Amour et Hallucinations
- Espagne: 19 juin 2012 sur Disney Channel España
- France, Belgique,  Suisse: 6 novembre 2012 sur Disney Channel France

### Épisode 28:Qui dois-je choisir?
- Espagne: 20 juin 2012 sur Disney Channel España
- France, Belgique,  Suisse: 7 novembre 2012 sur Disney Channel France

### Épisode 29:Un nouveau couple?
- France, Belgique,  Suisse: 8 novembre 2012 sur Disney Channel France
- Espagne: 21 juin 2012 sur Disney Channel España

### Épisode 30:Un secret de famille
- Espagne: 22 juin 2012 sur Disney Channel España
- France, Belgique,  Suisse: 9 novembre 2012 sur Disney Channel France

### Épisode 31:Deux concurrentes, un rôle
- Espagne: 25 juin 2012 sur Disney Channel España
- France, Belgique,  Suisse: 12 novembre 2012 sur Disney Channel France

### Épisode 32:Quand on doit partir
- Espagne: 26 juin 2012 sur Disney Channel España
- France, Belgique,  Suisse: 13 novembre 2012 sur Disney Channel France

### Épisode 33:Retours et Changements
- Espagne: 27 juin 2012 sur Disney Channel España
- France, Belgique,  Suisse: 14 novembre 2012 sur Disney Channel France

### Épisode 34:Premier Baiser
Tomas chante pour Violetta et non pour Ludmilla. Léon est jaloux. Angie embrasse Pablo devant Germàn et celui-ci croit qu'ils sont ensemble même si c'est faux. Gregorio fait chanter Andrés pour renvoyer Tomas du studio 21. Nata est amoureuse d'un garçon mais celui-ci est amoureux de Ludmilla. Camilla organise un concert au resto bar qui a eu beaucoup de succès. Les rock bones invitent Violetta à chanter avec eux et Ludmilla est jalouse qu'ils ne l'ont pas choisi elle. Angie et Pablo découvrent que Gregorio voulait voler l'argent du studio 21. Leon demande à Violetta si elle a confiance en lui et Violetta répond oui devant Tomas. Arrivé au parc Leon dit à Violetta de fermer les yeux, de penser à un endroit et une chanson romantique et puis il dit qu'il ne manque qu'une chose et Violetta répond « laquelle ? » et Leon l'embrasse.
- Espagne: 28 juin 2012 sur Disney Channel España

### Épisode 35:Le Retour des problèmes
- Espagne: 29 juin 2012 sur Disney Channel España
- France, Belgique,  Suisse: 16 novembre 2012 sur Disney Channel France

### Épisode 36:Obligée de mentir
- Espagne: 2 juillet 2012 sur Disney Channel España
- France, Belgique,  Suisse: 19 novembre 2012 sur Disney Channel France

### Épisodes 37-38:Ultimatum
- Espagne: 3 juillet 2012 et 4 juillet 2012 sur Disney Channel España
- France, Belgique,  Suisse: 20 novembre 2012 et 21 novembre 2012 sur Disney Channel France

- 1re partie : Les relations entre Tomas et Léon empirent et Lucas fait faillite. Les élèves ne savent pas comment l'aider pendant que Francesca continue à croire qu'il joue la comédie… Léon et Violetta chantent en duo Voy por ti.
- 2e partie : Antonio donne à Violetta le rôle de remplaçante de Ludmila. Les fiançailles de Jade vont avoir lieu. Luca a des problèmes dans son restaurant. Tomas se blesse. Angie emmène Violetta voir un théâtre.

### Épisode 39:Violetta est menacée
- Espagne: 5 juillet 2012 sur Disney Channel España
- France, Belgique,  Suisse: 22 novembre 2012 sur Disney Channel France

### Épisode 40:La musique m'attend...
- Espagne: 6 juillet 2012 sur Disney Channel España
- France, Belgique,  Suisse: 23 novembre 2012 sur Disney Channel France

## Deuxième partie:Violetta change et son monde aussi

### Épisode 41:Une révélation et un dilemme
- Espagne: 3 septembre 2012 sur Disney Channel España
- France, Belgique,  Suisse : 7 janvier 2013 sur Disney Channel France

### Épisode 42:Un contrat bien scellé
- Espagne: 4 septembre 2012 sur Disney Channel España
- France, Belgique,  Suisse: 8 janvier 2013 sur Disney Channel France

### Épisode 43:L'Erreur
- Espagne: 5 septembre 2012 sur Disney Channel España
- France, Belgique,  Suisse: 9 janvier 2013 sur Disney Channel France

### Épisode 44:Il est temps de choisir!
- Espagne: 6 septembre 2012 sur Disney Channel España
- France, Belgique,  Suisse: 10 janvier 2013 sur Disney Channel France

### Épisode 45:La Frayeur
- Espagne: 7 septembre 2012 sur Disney Channel España
- France, Belgique,  Suisse: 11 janvier 2013 sur Disney Channel France

### Épisode 46:La Colère de Francesca
- Espagne: 10 septembre 2012 sur Disney Channel España
- France, Belgique,  Suisse: 14 janvier 2013 sur Disney Channel France

### Épisode 47:La Fête
- Espagne: 11 septembre 2012 sur Disney Channel España
- France, Belgique,  Suisse: 15 janvier 2013 sur Disney Channel France

### Épisode 48:La Rupture
- Espagne: 12 septembre 2012 sur Disney Channel España
- France, Belgique,  Suisse: 16 janvier 2013 sur Disney Channel France

### Épisode 49:Un soulagement
- Espagne: 13 septembre 2012 sur Disney Channel España
- France, Belgique,  Suisse: 17 janvier 2013 sur Disney Channel France

### Épisode 50:La Déception
- Espagne: 14 septembre 2012 sur Disney Channel España
- France, Belgique,  Suisse: 18 janvier 2013 sur Disney Channel France

### Épisode 51:Le Duel
- Espagne: 17 septembre 2012 sur Disney Channel España
- France, Belgique,  Suisse: 21 janvier 2013 sur Disney Channel France

### Épisode 52:Le Gala de tous les dangers
- Espagne: 18 septembre 2012 sur Disney Channel España
- France, Belgique,  Suisse: 22 janvier 2013 sur Disney Channel France

### Épisode 53:Nata se rebelle
- Espagne: 19 septembre 2012 sur Disney Channel España
- France, Belgique,  Suisse: 23 janvier 2013 sur Disney Channel France

### Épisode 54:Un secret à 3
- Espagne: 20 septembre 2012 sur Disney Channel España
- France, Belgique,  Suisse: 24 janvier 2013 sur Disney Channel France

### Épisode 55:La TV réalité
- Espagne: 21 septembre 2012 sur Disney Channel España
- France, Belgique,  Suisse: 25 janvier 2013 sur Disney Channel France

### Épisode 56:Le Couple inattendu
- Espagne: 24 septembre 2012 sur Disney Channel España
- France, Belgique,  Suisse: 28 janvier 2013 sur Disney Channel France

### Épisode 57:Un nouvel allié
- Espagne: 25 septembre 2012 sur Disney Channel España
- France, Belgique,  Suisse: 29 janvier 2013 sur Disney Channel France

### Épisode 58:Prendre des risques
- Espagne: 26 septembre 2012 sur Disney Channel España
- France, Belgique,  Suisse: 30 janvier 2013 sur Disney Channel France

### Épisode 59:Les Auditions
- Espagne: 27 septembre 2012 sur Disney Channel España
- France, Belgique,  Suisse: 31 janvier 2013 sur Disney Channel France

### Épisode 60:Un retour imprévu
- Espagne: 27 septembre 2012 sur Disney Channel España
- France, Belgique,  Suisse: 1er février 2013 sur Disney Channel France

### Épisodes 61-62:Un mensonge aux conséquences disproportionnées
- Espagne: 30 septembre 2012 et 1er octobre 2012 sur Disney Channel España
- France, Belgique,  Suisse: 4 février 2013 et 5 février 2013 sur Disney Channel France

### Épisode 63:Une histoire de popularité
- Espagne: 2 octobre 2012 sur Disney Channel España
- France, Belgique,  Suisse: 6 février 2013 sur Disney Channel France

### Épisode 64:Le public peut tout changer
- Espagne: 3 octobre 2012 sur Disney Channel España
- France, Belgique,  Suisse: 7 février 2013 sur Disney Channel France

### Épisode 65:La roue tourne
- Espagne: 4 octobre 2012 sur Disney Channel España
- France, Belgique,  Suisse: 8 février 2013 sur Disney Channel France

### Épisode 66:Pris à son piège
- Espagne: 7 octobre 2012 sur Disney Channel España
- France, Belgique,  Suisse: 11 février 2013 sur Disney Channel France

### Épisode 67:Le Carré secret
- Espagne: 8 octobre 2012 sur Disney Channel España
- France, Belgique,  Suisse: 12 février 2013 sur Disney Channel France

### Épisode 68:La Manipulatrice
- Espagne: 9 octobre 2012 sur Disney Channel España
- France, Belgique,  Suisse: 13 février 2013 sur Disney Channel France

### Épisode 69:L'Étape ultime
- Espagne: 10 octobre 2012 sur Disney Channel España
- France, Belgique,  Suisse: 14 février 2013 sur Disney Channel France

### Épisode 70:Une décision importante
- Espagne: 11 octobre 2012 sur Disney Channel España
- France, Belgique,  Suisse: 15 février 2013 sur Disney Channel Frances

### Épisode 71:Lumière à tous les étages
- Espagne: 14 octobre 2012 sur Disney Channel España
- France, Belgique,  Suisse: 18 février 2013 sur Disney Channel France

### Épisode 72:Souvenirs et amours
- Espagne: 15 octobre 2012 sur Disney Channel España
- France, Belgique,  Suisse: 19 février 2013 sur Disney Channel France

### Épisode 73:Seconde Chance
- Espagne: 16 octobre 2012 sur Disney Channel España
- France, Belgique,  Suisse: 20 février 2013 sur Disney Channel France

### Épisode 74:Révéler la vérité
- Espagne: 17 octobre 2012 sur Disney Channel España
- France, Belgique,  Suisse: 21 février 2013 sur Disney Channel France

### Épisode 75:Une vengeance bien mérité
- Espagne: 18 octobre 2012 sur Disney Channel España
- France, Belgique,  Suisse: 22 février 2013 sur Disney Channel France

### Épisode 76:Une décision non-définitive
- Espagne: 21 octobre 2012 sur Disney Channel España
- France, Belgique,  Suisse: 25 février 2013 sur Disney Channel France

### Épisode 77:Un choix crucial
- Espagne: 22 octobre 2012 sur Disney Channel España
- France, Belgique,  Suisse: 26 février 2013 sur Disney Channel France

### Épisode 78:Retournement de situation
- Espagne: 24 octobre 2012 sur Disney Channel España
- France, Belgique,  Suisse: 27 février 2013 sur Disney Channel France

### Épisode 79:Les Derniers Moments
- Espagne: 25 octobre 2012 sur Disney Channel España
- France, Belgique,  Suisse: 28 février 2013 sur Disney Channel France

### Épisode 80:Le Grand Final
- Espagne: 26 octobre 2012 sur Disney Channel España
- France, Belgique,  Suisse: 1er mars 2013 sur Disney Channel France